# Station Metz-Ville
Station Metz-Ville is een spoorwegstation in de Franse gemeente Metz.

## Geschiedenis
Om Metz te "germaniseren", liet Keizer Wilhelm II een nieuw district creëren in een mengelmoes van Duitse stijlen. Als station was het onderdeel van het Schlieffenplan, waarbij het noodzakelijk was om de troepen van Frankrijk tot Rusland te transporteren in slechts 24 uren.

## Architectuur

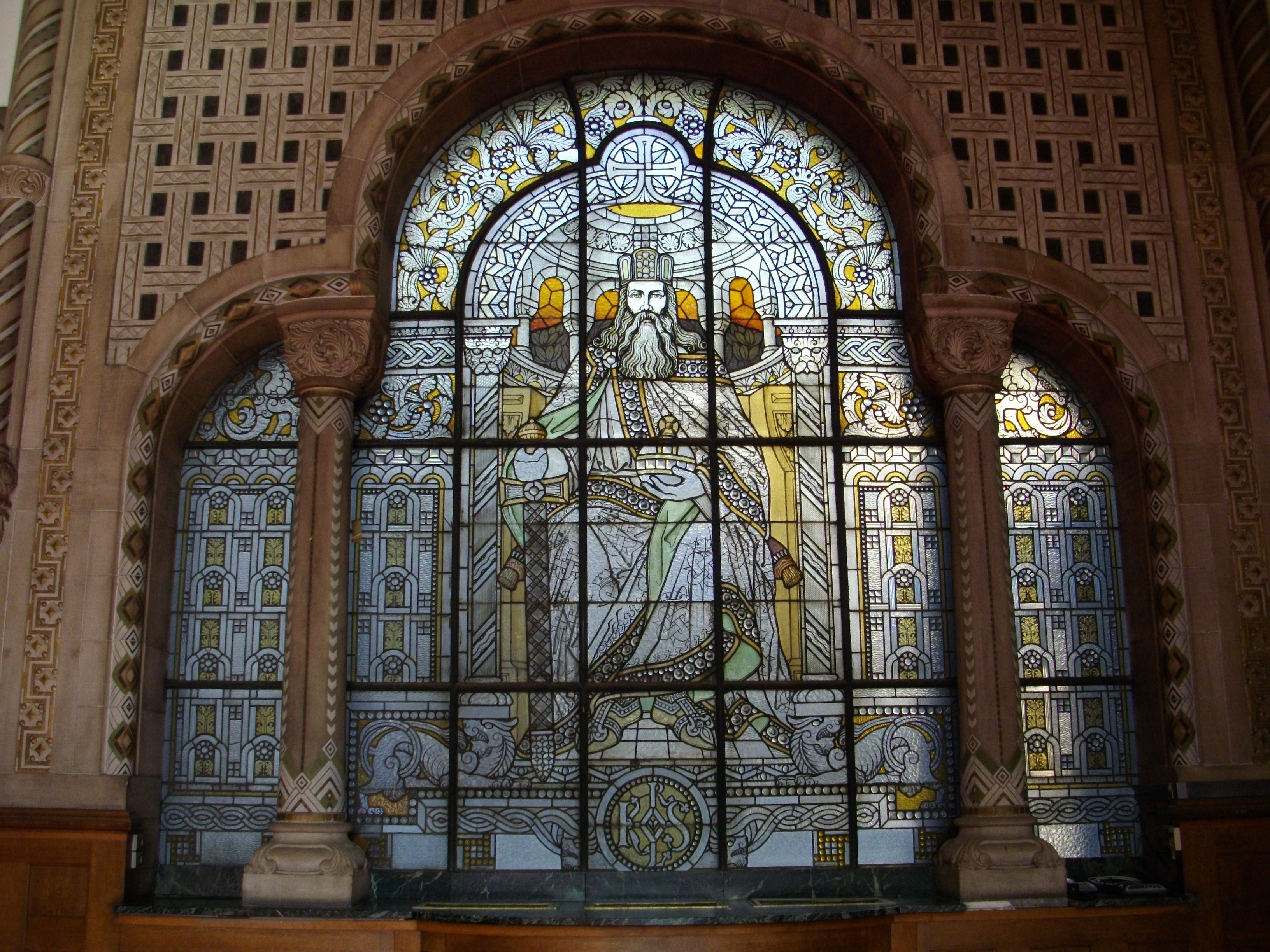
Gebrandschilderd glasraam van Keizer Karel de Grote op zijn troon.

Het station is een 350 meter lang Neoromaans bouwwerk dat gebouwd werd tussen 1905 en 1908 door de Duitse architect Jürgen Kröger. Het station doet denken met zijn 40 meter hoge klokkentoren (naar verluidt door de Keizer zelf ontworpen) denken aan een kerkgebouw, en de aankomsthal doet denken aan dat van een paleis. Men speelt hier verder op in, met het gebruik van standbeelden van o.a. ridder Roeland, en glasramen van o.a. keizer Karel de Grote. Ook werd er een appartement voor de Keizer in het station ingericht, dat dienstdoet als kantoor.

## Treindienst
| Serie              | Treinsoort            | Route | Bijzonderheden                                                                             |
| ------------------ | --------------------- | --- | ------------------------------------------------------------------------------------------ |
| TGV 9800           | TGV (SNCF)            | [ Luxemburg – Thionville – Metz-Ville – Strasbourg-Ville – Mulhouse-Ville – Belfort-Montbéliard TGV – Besançon Franche-Comté TGV – Dijon-Ville – Mâcon-Ville – ] / [ Brussel-Zuid – Lille-Europe – Arras – TGV Haute-Picardie – Aéroport Charles-de-Gaulle 2 TGV – [ Champagne-Ardenne TGV – Meuse TGV – Lorraine TGV – Strasbourg-Ville ] / [ Marne-la-Vallée - Chessy – [ Massy TGV – Le Mans – [ Laval – Rennes ] / [ Angers-Saint-Laud – Nantes ] ] / [ Creusot TGV – ] Lyon-Part-Dieu – [ Avignon TGV – Marseille Saint-Charles ] / [ Montpellier-Saint-Roch – Perpignan ] ] | Dagelijkse verbinding met Montpellier en Marseille. Perpignan - Brussel tweemaal per week. |
| TER 23700          | TER (SNCF)            | Metz-Ville – Rémilly – Faulquemont – Saint-Avold – Béning – Forbach |                                                                                            |
| TER 86400 RE 16    | TER (SNCF)            | Metz-Ville – Thionville – Perl – Trier Hbf | rijdt alleen in het weekend                                                                |
| RE 88500 TER 88500 | RegionalExpress (CFL) | Luxemburg – Thionville – Metz-Ville – Nancy-Ville |                                                                                            |
| RE 88700           | RegionalExpress (CFL) | Luxemburg – Thionville – Metz-Ville |                                                                                            |
| TER 88800 RE 18    | TER (SNCF)            | Metz-Ville – Rémilly – Faulquemont – Saint-Avold – Béning – Forbach – Saarbrücken Hbf |                                                                                            |
| TER 830300         | TER (SNCF)            | Metz-Ville – Réding – Saverne – Strasbourg-Ville |                                                                                            |